# Die Schlüssel (1965)
Die Schlüssel ist ein deutscher Fernsehdreiteiler aus dem Jahr 1965. Er gehört zu der Reihe von Durbridge-Filmen, die in den 1960er-Jahren in Deutschland zu sogenannten Straßenfegern wurden. Regisseur des für den WDR gedrehten Films war Paul May.

## Handlung
Der Londoner Modefotograf Eric Martin erwartet seinen Bruder Philip Martin von einem längeren Wehrdienstaufenthalt aus Deutschland zurück. Als dieser eintrifft, berichtet Philip Martin von einem Unfall in Hamburg. Er solle Gegenstände der Frau des Opfers nach Dublin bringen. Philip zeigt seinem Bruder das Foto des Opfers samt seiner Frau. Tatsächlich reist Philip zum Royal-Falkon-Hotel nach  Maidenhead und mietet sich dort ein. Der Geschäftsführer Douglas Talbot überreicht ihm ein per Post zugestellten Gedichtband, den er dort wiederholt liest. Nach einigen Tagen wird Philip Martin tot in seinem Zimmer aufgefunden. Alles deutet auf Selbstmord hin. Es gibt aber Ungereimtheiten, wie Inspektor Hyde herausfindet. Tage später nimmt Andy Wilson, ein guter Freund Philips, Kontakt zu Eric Martin auf. Auch er scheint mehr zu wissen, wird nach seinem Besuch auf offener Straße angeschossen und dabei schwer verletzt. Eric Martin will mehr herausfinden und besucht das Hotel. Hausdiener Arthur übergibt ihm einen Schlüssel, den er bei der Reinigung in Philips Zimmer gefunden hat. Dieser Schlüssel weckt das Interesse der Inhaberin Mrs. Curtis als auch das ihres Bruders Thomas Quayle, der ein Antiquitätengeschäft in Brighton besitzt. Als Eric Martin diesen in Brighton besucht, wird Quayle erstochen. Im Geschäft entdeckt Martin eine weitere Ausgabe des Gedichtbandes und Fotos des vermeintlichen Unfallopfers von Hamburg. Es stellt sich heraus, dass die Fotos vor einiger Zeit in Erics Atelier während seiner Abwesenheit von Thomas Quayle gemacht worden sind. Einen Unfall ín Hamburg hat es nie gegeben. Stattdessen hat dort ein Bankraub stattgefunden, den ein gewisser Fletcher organisiert hat. Spuren führen auch immer wieder zu Philips und Andys Freund Lancelot und dessen Schallplattengeschäft. Der besagte Schlüssel bleibt stets ein begehrtes Gut und birgt ein wichtiges Geheimnis in sich. Zum Ende kann der wirkliche Drahtzieher und Mörder enttarnt werden.

## Hintergrund
Der Film wurde in der ARD erstmals zwischen 18. und 22. Januar 1965 in drei etwa 75 Minuten langen Folgen jeweils um 21.00 Uhr ausgestrahlt. 
Der Regisseur Paul May war unter anderem durch die 08/15-Filme und Via Mala bekannt geworden. Bei Scotland Yard jagt Dr. Mabuse hatte er auch schon bei einem Kriminalfilm Regie geführt. Nach Die Schlüssel übernahm er bei Melissa (1966) noch ein weiteres Mal die Regiearbeit bei einer Durbridge-Verfilmung. Nachdem zuvor Durbridge nach englischem Vorbild jeweils in sechs Teilen verfilmt worden war, waren Mays Filme die ersten Dreiteiler.
Hans Quest, der zuvor bereits bei vier Durbridge-Verfilmungen die Regie übernahm, trat in Die Schlüssel in der Rolle als Thomas Quayle in Erscheinung.
Harald Leipnitz übernahm 12 Jahre später in der letzten mehrteiligen deutschen Durbridge-Verfilmung Die Kette erneut die Hauptrolle.
Albert Lieven spielte nach Der Andere und Das Halstuch erneut eine Rolle in einer Durbridge-Verfilmung. Kurz vor seinem Tod trat er 1970 in Wie ein Blitz auf und wurde damit zum häufigst eingesetzten Darsteller innerhalb der deutschen Durbridge-Verfilmungen.
Nach zwei Auftritten in Durbridge-Verfilmungen war Friedrich Joloff ab 1967 in allen Reinecker-Dreiteilern im ZDF zu sehen. Das ZDF produzierte mit Der Tod läuft hinterher, Babeck und 11 Uhr 20 drei Trilogien, um damit unter anderem Konkurrenz zu den erfolgreichen Durbridge-Verfilmungen zu schaffen.